# Karl 10. Gustavs mur
Karl 10. Gustavs mur (svensk: Karl X Gustafs mur) er en mur opført i kalksten, der går tværs over sydenden af Øland, en svensk ø i Østersøen.
Muren blev opført i 1653 på Dronning Kristinas initiativ, og er navngivet efter den svenske konge Karl 10. Gustav. Muren går fra bredden ved Kalmarsund og i østlig retning i en lige linje over Øland, indtil den efter cirka fem kilometer når Østersøens bred. Muren er bevaret som den blev opført, dog med to huller for gennemkørsel af länsväg 136.
Formålet med muren var at holde bestanden af kronhjort, der på det tidspunkt tilhørte Ottenby kungsgård, i den sydlige ende af øen, for at sikre de kongelige jagtmarker en stor bestand af vildt. Desuden anses den for at være en magtdemonstration, da Øland i århundreder hørte direkte under kronen, og det kun var tilladt for de kongelige at drive jagt på øen.